# Classe Vanguard (sottomarino)
La classe Vanguard è l'odierna classe di SSBN (Ship Submersible Ballistic Nuclear) della Royal Navy; ognuno di essi è armato con 16 missili balistici UGM-133A Trident II (SLBM).
I Vanguard sono stati introdotti nel 1994 come parte integrante del programma governativo inglese, riguardante l'armamento nucleare Trident.
La classe è composta da 4 vascelli: il capoclasse Vanguard (S28), il Victorious (S29), il Vigilant (S30) ed il Vengeance (S31), tutti costruiti nei cantieri di Barrow-in-Furness di proprietà della Vickers Shipbuilding and Engineering Ltd tra il 1986 ed il 1999.
Tutte le imbarcazioni sono di stanza a His Majesty's Naval Base Clyde, 40 km ad est di Glasgow, in Scozia. I sottomarini classe Vanguard costituiscono, con i Trident SLBM, l'unico deterrente nucleare inglese dal 1998, anno in cui vennero disarmate molte armi atomiche.

## Progettazione
I Vanguard sono stati progettati per poter usufruire della potenza di fuoco e del quasi illimitato raggio d'azione dei missili balistici sottomarini di cui sono dotati.
Lunghi 149 metri e con un dislocamento in immersione di poco inferiore alle 16.000 tonnellate possono essere considerati come il doppio, in termini di dimensioni, dei sottomarini della classe Resolution, loro predecessori.
Sono la terza classe di sottomarini più larga mai costruita, dal dislocamento inferiore solo ai sottomarini russi classe Typhoon e agli equivalenti americani classe Ohio.
Il sostanziale incremento delle dimensioni è dovuto al nuovo armamento adottato dalla classe, composto dai più grandi Trident D-5, sostituti dei Polaris.
Il compartimento missili è stato sviluppato sulla base di quello utilizzato negli Ohio, anche se, quest'ultimo può imbarcare 24 unità, 16 i Vanguard.
In aggiunta alle loro capacità balistiche, I Vanguard possono contare sull'utilizzo di 4 tubi lanciasiluri da 533 mm armati con siluri leggeri Spearfish, capaci di neutralizzare obiettivi sommersi ed in superficie, distanti sino a 65 km (40 miglia).
Sono inoltre installati 2 lanciatori SSE Mark 10 per contromisure type 2066 e 2071 ed un UAP Mark 3 per contromisure elettroniche (ESM).
Gli HMS Vanguard, Victorious, Vigilant e Vengeance sono stati consegnati rispettivamente nel 1993, 1995, 1996 e 2000.

## Sensori
I Vanguard sono equipaggiati dal sonar multiplo Type 2054 Thales Underwater Systems.
Il Type 2054, è un sistema multi-funzione e multi-frequenza che incorpora i sonar Type 2046, 2043 e 2082.
Il Type 2043, sonar di ricerca attiva e passiva, è affogato nello scafo, il Type 2082 è un sonar d'intercettazione e sorveglianza passiva mentre il Type 2046 è un sonar rimorchiato.
Quest'ultimo opera a frequenze molto basse, dando la capacità di effettuare operazioni di ricerca passiva.
All'interno del sottomarino sono presenti 2 periscopi, un CK51 da ricerca ed un CH91 da attacco ed entrambi sono dotati di una videocamera a rilevamento termico oltre alle ottiche convenzionali.
I Vanguard hanno in dotazione anche un radar di navigazione Type 1007 operante in banda-I.

## Sistema di comando SMCS
Originariamente progettato per questa classe di sottomarini SSBN e poi adottato su tutti i sottomarini della Royal Navy, è il rivoluzionario sistema di comando SMCS che nel 2006 è stato oggetto di miglioramenti.

## Apparato Motore
Su queste imbarcazioni si è voluto introdurre una nuova tipologia di reattori ad acqua pressurizzata, i PWR 2.
Questi possono vantare circa il doppio di vita operativa, rispetto ai precedenti modelli, e vengono accreditati di una autonomia tale da poter effettuare circa 40 circumnavigazioni del globo senza mai rifornirsi.
Il reattore fornisce l'energia necessaria a far muovere 2 turbine, collegate da una singola pompa di propulsione, chiamate GEC.
Questa tipologia di propulsione fa aumentare la velocità dei Vanguard fino ad un massimo di 25 nodi.
Infine sono stati installati anche due alternatori diesel Paxman e due turbogeneratori WH Allen di emergenza.

## Storia
Questi sottomarini sono stati costruiti interamente dalla Vickers Shipbuilding, (ora BAE System Submarine Solutions) a Barrow-in-Furness, Cumbria.
I Trident II sono frutto di un'iniziale collaborazione con la U.S. Navy nel marzo del 1990.
La maggior parte dei test degli SLBM sono stati condotti negli Stati Uniti vicino a Cape Canaveral, sulla costa della Florida.

## Flotta
| Nome       | Varo           | Consegnata alla Royal Navy il | 1 SLBM Test    |
| ---------- | -------------- | ----------------------------- | -------------- |
| Vanguard   | Marzo 1992     | Agosto 1993                   | 26 maggio 1994 |
| Victorious | Settembre 1993 | Gennaio 1995                  | Luglio 1995    |
| Vigilant   | Ottobre 1995   | Novembre 1996                 | Ottobre 1997   |
| Vengeance  | Settembre 1998 | Novembre 1999                 | Settembre 2000 |